# Rhodopina laevepunctata
Rhodopina laevepunctata là một loài bọ cánh cứng trong họ Cerambycidae.